# Yasujirō Ozu
Yasujirō Ozu (小津 安二郎, Ozu Yasujirō) est un cinéaste japonais, né le 12 décembre 1903 à Tokyo, où il est mort le 12 décembre 1963.

## Biographie

### Premiers pas
Né à Tokyo, dans le quartier de Fukagawa,, près de l'enceinte d'un temple, Ozu est le cadet d'une famille de cinq enfants dont le père est grossiste en engrais.
Il a 12 ans quand sa mère s'installe avec ses enfants à Matsusaka, village natal du père dans la préfecture de Mie, près de Nagoya. Le père, quant à lui, demeure à Tokyo pour son commerce, et cette absence marque l'adolescence d'Ozu.
Pensionnaire au collège de Ujisenda, il se passionne pour le cinéma : il préfère aller voir des films — notamment ceux produits à Hollywood — plutôt que d'étudier. En 1920, il en est renvoyé pour avoir écrit une lettre d'amour à un élève plus jeune. Il ne se mariera jamais et, noyant ses angoisses dans l'alcool, vivra auprès de sa mère jusqu'à la mort de celle ci.
À 19 ans, ayant échoué aux examens d'entrée à l'université, il doit travailler en tant qu'instituteur remplaçant dans un village de montagne, à une trentaine de kilomètres de Matsusaka.
Un an plus tard, sa mère retourne vivre à Tokyo, il décide lui aussi de s'installer dans la capitale. Sur la recommandation d'un oncle, il entre à la Shōchiku Kinema, en qualité d'assistant-opérateur.

### Carrière
Souhaitant devenir réalisateur, Ozu devient l'assistant de Tadamoto Ōkubo en 1926 et, dès l'année suivante, il met en scène son premier film, Le Sabre de pénitence, collaborant pour la première fois avec celui qui sera le scénariste d'un grand nombre de ses œuvres : Kōgo Noda. Ses réalisations muettes révèlent l'influence des cinémas américain et européen.
Au milieu des années 1930, il devient l'un des réalisateurs les plus célèbres du Japon, aussi talentueux dans la comédie que dans le drame, sans omettre le film noir. Quel que soit le genre, il s'attache désormais à évoquer la vie familiale japonaise, témoin des bouleversements sociaux de l'époque, dans l'empire du Soleil levant.
En 1937, l'armée le mobilise : il est envoyé vingt mois sur le continent pendant la seconde guerre sino-japonaise. En 1943, il se voit confier la réalisation d'un film de propagande à Singapour, occupée par l'armée japonaise, dont il ne tourne que quelques plans, préférant attendre sur place une capitulation qu'il juge inévitable. Fait prisonnier par les Britanniques, il ne rentre au Japon qu'en 1946.
Il affine ensuite ses réalisations, avec des films tels que Le Goût du riz au thé vert (sorti en 1952), dont le scénario avait été bloqué par la censure japonaise en 1939, et surtout Voyage à Tokyo (1953), souvent considéré comme son chef-d'œuvre.

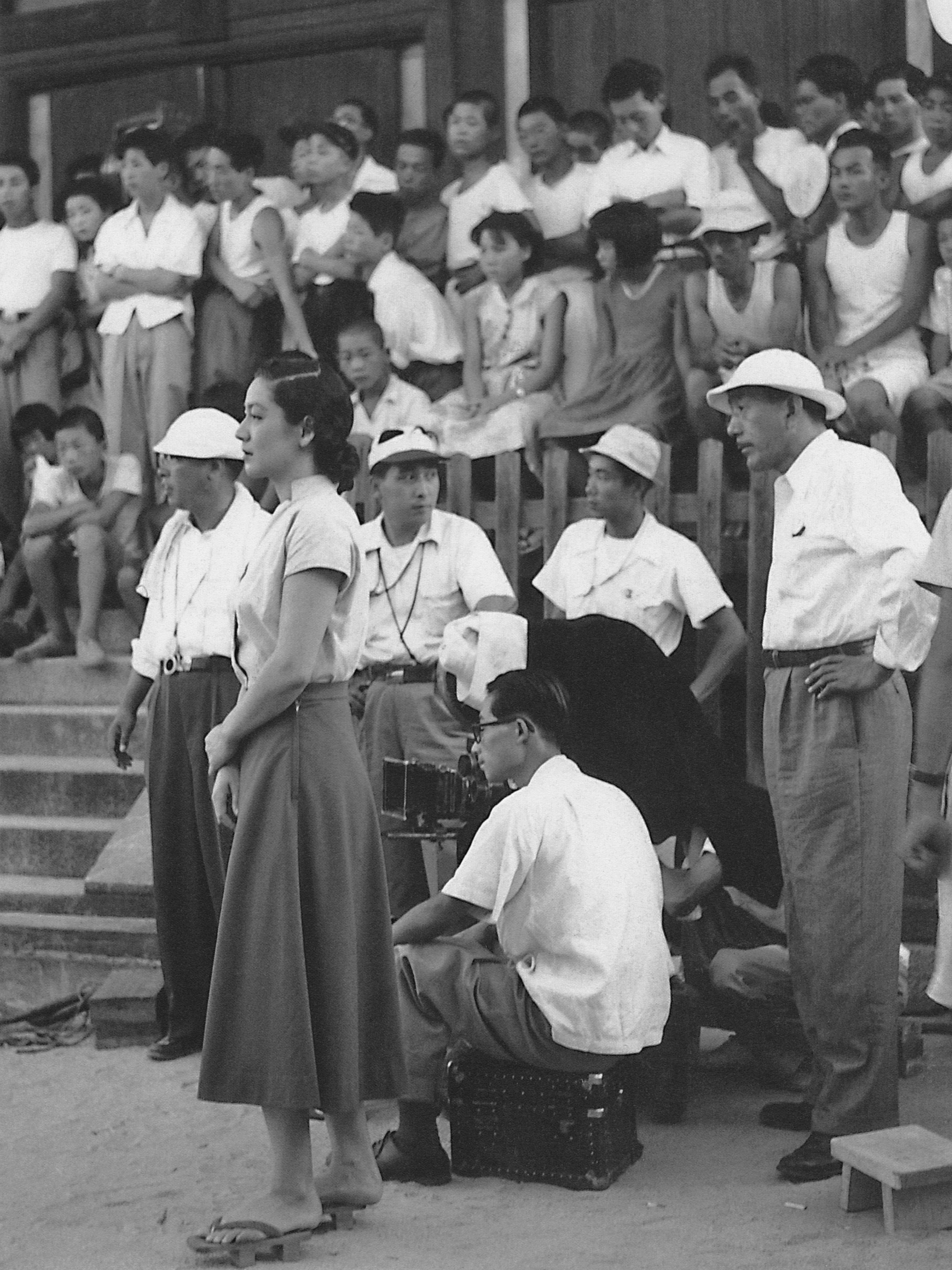
Tournage de Voyage à Tokyo en 1953 avec, au premier plan de gauche à droite : l'actrice Setsuko Hara, le cameraman assis sur une petite malle, et Ozu debout les mains sur les hanches.

Ses films deviennent de plus en plus épurés. L'Occident le retient d'ailleurs pour ses œuvres tardives dans lesquelles il renonce à tous les effets de sa période antérieure à la guerre mondiale. Le réalisateur semble préférer le plan fixe à tout autre, avec cette particularité que la caméra est généralement placée très bas, presque au niveau du sol (ce qu'on appelle parfois le « plan tatami », obtenu grâce à un pied de caméra qu'Ozu fit fabriquer spécialement). Les rares gros plans ou mouvements de caméra sont très subtils et, grâce à des plans de coupe très maîtrisés, donnent à la mise en scène d'Ozu une respiration unique, un sens incomparable de l'espace et de la présence humaine.
Sa méthode de tournage a parfois été comparée à celle du cinéaste français Robert Bresson : très grand nombre de prises et refus du théâtre filmé.
La trame de ses récits, tournant autour des relations ou des conflits familiaux, est en apparence toujours très simple et comporte peu d'actions spectaculaires, voire aucune. Le cinéaste reprend fréquemment, d'un film à l'autre, un canevas similaire, très ténu, et des personnages identiques, interprétés par la même troupe d'acteurs. La répétition, la légère nuance, la scrutation d'infimes détails, la saisie de gestes rituels et la dilatation du temps, perçu comme une entité flottante, sont les caractéristiques les plus apparentes des grands films de la fin de son œuvre. Mais une attention plus poussée montre la grande inventivité du cinéaste au sein de ce qui semblait de simples variations. Cinéaste du temps qui fuit et témoin des évolutions de son temps, y compris les profondes mutations de l'après Seconde Guerre mondiale, Ozu se fait le chroniqueur d'un Japon en pleine transformation, témoin d'un monde qui disparaît et d'un autre qui apparait. 
Ainsi que le souligne Donald Richie, qui fut l'un des premiers critiques occidentaux à s'intéresser à l'art d'Ozu : « Son art cinématographique est formel, d'un formalisme comparable à celui de la poésie. […] Ozu est proche des grands maîtres du sumi-e et du haïku. C'est à ces qualités spécifiques que se réfèrent les Japonais quand ils parlent d'Ozu comme "du plus japonais". »
Ozu n'accepte que lentement les innovations techniques. Il n'a abandonné le muet pour le parlant qu'en 1936, et il a longtemps résisté à l'utilisation de la couleur, réussissant sur ce point à tenir tête aux pressions de la Shōchiku jusqu'à la fin des années 1950, période à laquelle il finit par céder pour le tournage de Fleurs d'équinoxe.
Il prend finalement un tel plaisir à réaliser ce film qu'il décide de continuer de tourner en couleur, ce sera le cas de ses cinq derniers films dont l'ultime : Le Goût du saké en 1962.
Lorsqu'il meurt en 1963, Ozu avait commencé à tourner un dernier film, Le Radis et la Carotte (ja) (Daikon to ninjin), qui fut ensuite terminé par Minoru Shibuya.

### Vie privée et mort
En dehors du cinéma, les seuls centres d'intérêt d'Ozu semblent avoir été la littérature, la boisson, la peinture et la musique. À partir de la mort de son père, en 1934, il habite avec sa mère.
Peu après elle, Ozu meurt d'un cancer le 12 décembre 1963, jour exact de son 60e anniversaire.

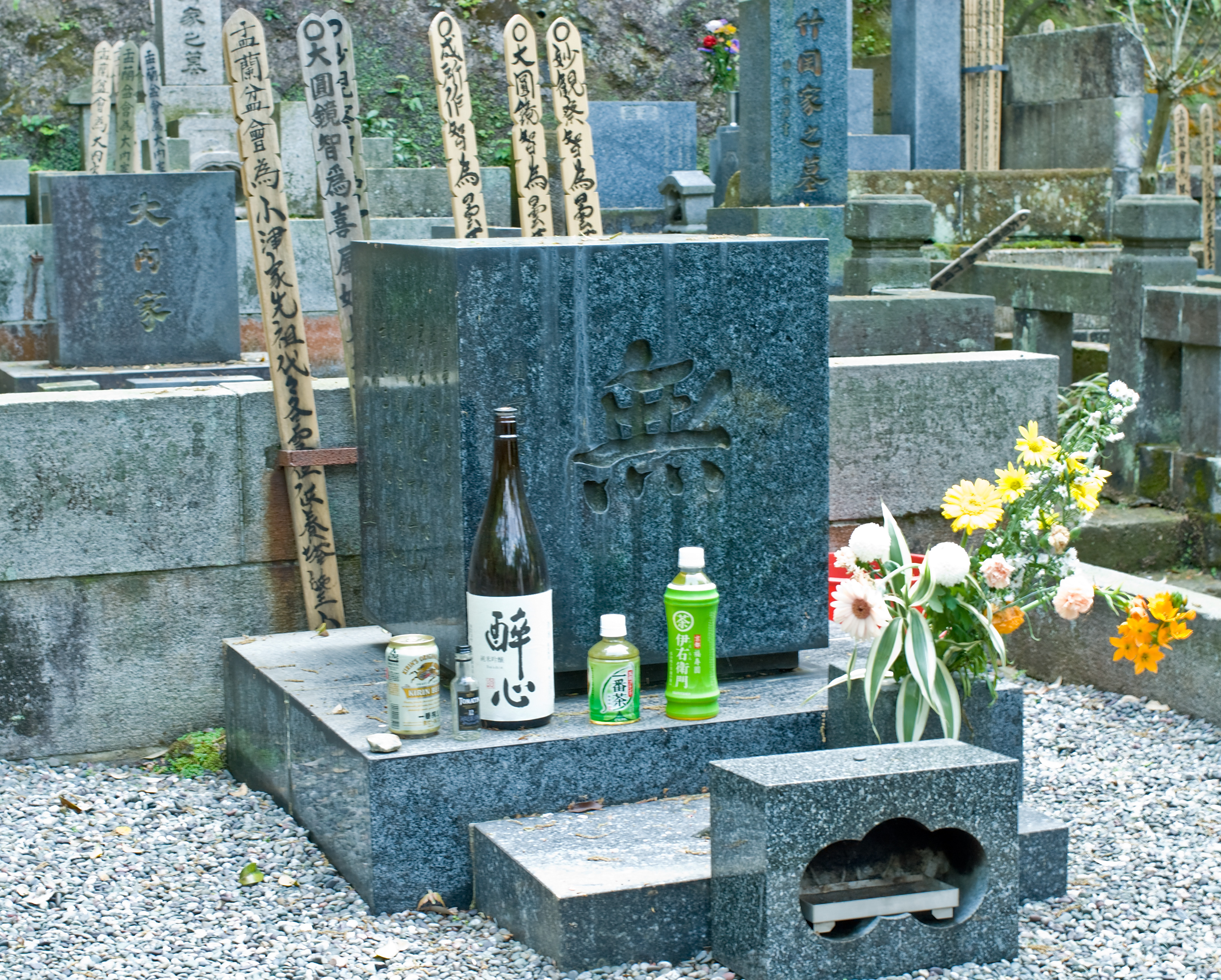
La tombe d'Ozu avec le kanji mu.

Ozu ne s'est jamais marié. On peut toutefois supposer qu'il a entretenu une relation très intime avec l'une de ses actrices de prédilection Setsuko Hara. Celle-ci, vedette très populaire du cinéma japonais depuis les années 1930, interrompit brutalement sa carrière à la mort d'Ozu, alors qu'elle n'avait que 43 ans, et vécut retirée à Kita-Kamakura jusqu'à sa mort, cinquante-deux ans plus tard, le 5 septembre 2015 ; or c'est dans le Engaku-ji de cette ville que reposent les cendres du cinéaste.
Sa tombe, située au complexe de temples Engaku-ji, est gravée du seul caractère 無 (mu), un terme venu du bouddhisme zen, que l'on peut traduire par « le rien constant », « l'impermanence », trop souvent rendu en français par « le néant », « le vide ». Il ne faut pas y voir la connotation négative occidentale d'absence, de disparition, de « nihilisme », mais au contraire le sens extrême-oriental, qui est l'idée de faire un avec l'univers, de se fondre dans ce qui nous entoure.

## Réception de son œuvre
L'œuvre d'Ozu comprend cinquante-quatre films, et commença à être appréciée en Europe après sa mort, alors qu'elle avait été presque totalement ignorée durant toute sa vie.
L'œuvre d'Ozu reste inconnue en France jusqu'en 1978, soit quinze ans après sa mort. Trois films sortent alors sur les écrans français : Voyage à Tokyo, Le Goût du saké et Fin d'automne. Son film Gosses de Tokyo sort en 1980.
Josiane Pinon écrit : « au sein du cinéma japonais, l'œuvre d'Ozu Yasujiro — qui s'étale sur plus de trente ans — est d'une importance considérable. »

### Analyse selon Gilles Deleuze
Gilles Deleuze a analysé l'esthétique d'Ozu dans son ouvrage Cinéma 2 : L'image-temps. Selon lui, l'œuvre de Yasujirō Ozu dans son ensemble « réussit à rendre visibles et sonores le temps et la pensée ». Ainsi, à la question de savoir si le réalisateur japonais est un cinéaste néoréaliste, Deleuze répond que les néoréalistes ne l'ont pas imité, en créant le mouvement, mais l'ont plutôt rejoint. On peut donc rattacher Ozu au néoréalisme, à la condition de se détacher du cadre historique du néoréalisme italien, et de l'entendre comme « s'attachant à rendre des situations optiques et sonores pures » (les opsignes et les sonsignes). Deleuze analyse ces opsignes comme permettant de rendre sensibles le temps et la pensée, de les rendre visibles et sonores. Si les films d'Ozu empruntent souvent une « forme-ballade » (dans Voyage à Tokyo par exemple, l'aller et retour des grands-parents de province à Tokyo), ils ont pour objet la banalité quotidienne, appréhendée dans la vie de famille japonaise. Dans cette banalité du quotidien, les situations optiques pures viennent remplacer « l'image-action » et découvrent des liaisons d'un nouveau type, qui ne sont plus sensori-motrices, mais qui mettent les sens dans un rapport direct avec le temps et la pensée.
Selon Deleuze, trois éléments sont importants chez Ozu : la caméra, l'esthétique du vide, et l'esthétique de la nature morte.
Concernant la caméra, elle est toujours basse et le plus souvent fixe, ou effectuant des « blocs de mouvement » lents et bas. Le montage est composé d'un simple cut, ce qui fait partie du style moderne sobre : « le montage-cut […] est un passage ou une ponctuation purement optiques entre images, opérant directement, sacrifiant tous les effets synthétiques. »
Ensuite, le « vide » et la « nature morte » sont deux variantes des opsignes d'Ozu. Il y a des ressemblances entre les deux, mais la distinction reste celle du vide et du plein. L'esthétique du vide est liée selon Deleuze à la tradition japonaise zen-bouddhiste, mais cette analyse est contestée par d'autres théoriciens, qui y voient un mythe inventé par la critique des années 1960. Chez Ozu, « un espace vide vaut avant tout par l'absence d'un contenu possible » : sans personnages et sans mouvements, ce sont des intérieurs vidés de leurs occupants, des extérieurs déserts ou paysages de la nature. Vidés de contenu dramatique, ils atteignent l'absolu, comme des contemplations pures, et prennent chez Ozu une certaine autonomie. « Si les espaces vides constituent des situations purement optiques (et sonores), les natures mortes en sont l'envers, le corrélat. » Elles se définissent par la présence et la composition d'objets qui s'enveloppent en eux-mêmes ou deviennent leur propre contenant. La nature morte est une image-temps directe, c'est l'image pure et directe du temps : elle donne à voir un changement, mais la forme de ce qui change, elle, ne change pas, ne passe pas. « La nature morte est le temps, car tout ce qui change est dans le temps, mais le temps ne change pas lui-même. » Ainsi, si le cinéma s'approche ici au plus près de la photographie, c'est également qu'il s'en éloigne radicalement : les natures mortes d'Ozu ont une durée, qui représente ce qui demeure, à travers la succession des états changeants.

De plus, l'esthétique d'Ozu a ce trait particulier de mettre en scène le charme triste des choses. C'est un élément important de la culture japonaise en général, et du cinéma d'Ozu en particulier : tout est assez triste, mais est ordinaire et banal, même la mort qui fait l'objet d'un oubli naturel. Les scènes de larmes soudaines sont d'ailleurs intégrées à cet ordinaire : elles ne marquent pas un temps fort ou une action décisive qui s'opposerait aux temps faibles de la vie courante. Il y aurait ainsi une harmonie, une continuité de l'univers, que les hommes viendraient troubler. 

« C'est la pensée d'Ozu : la vie est simple, et l'homme ne cesse de la compliquer en "agitant l'eau dormante". Il y a un temps pour la vie, un temps pour la mort, un temps pour la mère, un temps pour la fille, mais les hommes les mélangent, les font surgir en désordre, les dressent en conflits. »

## Filmographie complète
Établie à partir de JMDb
et Tadao Satō, Le Cinéma japonais, Tome II. Beaucoup de films muets ont disparu.
- 1927 : Le Sabre de pénitence (懺悔の刃, Zange no yaiba?)
- 1928 : Rêves de jeunesse (若人の夢, Wakōdo no yume?)
- 1928 : Femme perdue (女房紛失, Nyōbō funshitsu?)
- 1928 : La Citrouille (カボチャ, Kabocha?)
- 1928 : Un couple déménage (引越し夫婦, Hikkoshi fūfu?)
- 1928 : Un corps magnifique (肉体美, Nikutai bi?)
- 1929 : La Montagne au trésor (宝の山, Takara no yama?)
- 1929 : Jours de jeunesse (学生ロマンス　若き日, Gakusei romance wakaki hi?)
- 1929 : Combats amicaux à la japonaise (和製喧嘩友達, Wasei kenka tomodachi?)
- 1929 : J'ai été diplômé, mais... (大学は出たけれど, Daigaku wa deta keredo?)
- 1929 : La Vie d'un employé de bureau (会社員生活, Kaishain seikatsu?)
- 1929 : Le Galopin (突貫小僧, Tokkan kōzo?)
- 1930 : Introduction au mariage (結婚学入門, Kekkon gaku nyūmon?)
- 1930 : Va d'un pas léger (朗かに歩め, Hogaraka ni ayume?)
- 1930 : J'ai été recalé, mais... (落第はしたけれど, Rakudai wa shita keredo?)
- 1930 : L'Épouse de la nuit (その夜の妻, Sono yo no tsuma?)
- 1930 : L'Esprit vengeur d'Éros (エロ神の怨霊, Erogami no onryō?)
- 1930 : La chance a touché mes jambes (足に触った幸運, Ashi ni sawatta kōun?)
- 1930 : Mademoiselle (お嬢さん, Ojōsan?)
- 1931 : La Dame et le Barbu (淑女と髯, Shukujo to hige?)
- 1931 : Les Malheurs de la beauté (美人と哀愁, Bijin to aishū?)[12]
- 1931 : Le Chœur de Tokyo (東京の合唱, Tōkyō no kōrasu?)
- 1932 : Le printemps vient des femmes (春は御婦人から, Haru wa gofujin kara?)
- 1932 : Gosses de Tokyo (大人の見る絵本　生れてはみたけれど, Otona no miru ehon umarete wa mita keredo?)
- 1932 : Où sont les rêves de jeunesse ? (青春の夢いまいづこ, Seishun no yume ima izuko?)
- 1932 : Jusqu'à notre prochaine rencontre (また逢ふ日まで, Mata au hi made?)
- 1933 : Une femme de Tokyo (東京の女, Tōkyō no onna?)
- 1933 : Femmes et Voyous (非常線の女, Hijōsen no onna?)
- 1933 : Cœur capricieux (出来ごころ, Dekigokoro?)
- 1934 : L'Amour d'une mère (母を恋はずや, Haha o kowazuya?)
- 1934 : Histoire d'herbes flottantes (浮草物語, Ukikusa monogatari?)
- 1935 : Une jeune fille pure (箱入娘, Hakoiri musume?)
- 1935 : Une auberge à Tokyo (東京の宿, Tōkyō no yado?)
- 1936 : La Danse du lion (菊五郎の鏡獅子, Kikugorō no kagamijishi?) (documentaire)
- 1936 : Le collège est un endroit agréable (大学よいとこ, Daigaku yoi toko?)
- 1936 : Le Fils unique (一人息子, Hitori musuko?)
- 1937 : Qu'est-ce que la dame a oublié ? (淑女は何を忘れたか, Shukujo wa nani o wasureta ka?)
- 1941 : Les Frères et Sœurs Toda (戸田家の兄妹, Todake no kyōdai?)
- 1942 : Il était un père (父ありき, Chichi ariki?)
- 1947 : Récit d'un propriétaire (長屋紳士録, Nagaya shinshiroku?)
- 1948 : Une poule dans le vent (風の中の牝鶏, Kaze no naka no mendori?)
- 1949 : Printemps tardif (晩春, Banshun?)
- 1950 : Les Sœurs Munakata (宗方姉妹, Munakata kyōdai?)
- 1951 : Été précoce (麦秋, Bakushū?)
- 1952 : Le Goût du riz au thé vert (お茶漬の味, Ochazuke no aji?)
- 1953 : Voyage à Tokyo (東京物語, Tōkyō monogatari?)
- 1956 : Printemps précoce (早春, Soshun?)
- 1957 : Crépuscule à Tokyo (東京暮色, Tōkyō boshoku?)
- 1958 : Fleurs d'équinoxe (彼岸花, Higanbana?)
- 1959 : Bonjour (お早よう, Ohayō?)
- 1959 : Herbes flottantes (浮草, Ukigusa?)
- 1960 : Fin d'automne (秋日和, Akibiyori?)
- 1961 : Dernier Caprice (小早川家の秋, Kohayagawake no aki?)
- 1962 : Le Goût du saké (秋刀魚の味, Sanma no aji?)

## Publications
- Carnets, 1933-1963, traduction de Josiane Pinon-Kawataké, Paris, éditions Alive, coll. « Grand écran », 1996  (ISBN 2-911737-02-4) ; rééd., Paris, Carlotta éditions, 2020  (ISBN 979-1-093798-09-7)
- Scritti sul cinema, édité par Franco Picollo et Hiromi Yagi, Rome, Donzelli editore, coll. « Saggi. Arti e lettere », 2016  (ISBN 978-8-868434-81-6)

## Éditions
- 7 février 2004 : Yasujirō Ozu - 5 films en couleurs, Arte éditions, coffret de 5 DVD regroupant : Bonjour ; Dernier caprice ; Fin d'automne ; Fleurs d'équinoxe ; Le Gout du saké ; Gosses de Tokyo.
- 6 décembre 2019 : Carlotta Films sort un coffret de 20 DVD regroupant vingt films d'Ozu[13].

## Hommages (rétrospectives)
- À l'été 1992, le cinéma Max Linder Panorama présente pendant deux mois une rétrospective Ozu comprenant quatorze films du cinéaste dont six inédits en France[14].
- En novembre 2023, Arte rend hommage au réalisateur à l'occasion des 60 ans de sa mort avec dix films en version restaurée ainsi qu'un documentaire inédit, Yasujirō Ozu, le cinéaste du bonheur[15].